# 旧大陆

旧大陆（亚欧非大陆上的国家）

旧世界（英語：Old World，中文也称旧大陆）是指在克里斯托弗·哥伦布发现新大陆之前，欧洲所认识的世界，包括欧洲、亚洲和非洲（全体被称为亚欧非大陆或世界岛）。这个词语是用来與新大陆（包括北美洲，南美洲和大洋洲）相對應。

## 词源
在考古学和世界历史的範疇裡，“旧大陆”这个词包括世界上從青铜器时代開始有文化接触(間接接觸也算)，造成早期文明并行發展的地區（大多位于北緯25度至45度中間的溫帶地區)。这里的地点包括：地中海、美索不达米亚、波斯高原、印度和中国。这些地点都是被丝绸之路连起来，直到新海上航線的出現才改變。青铜器时代之后，这些地方都有很明显的铁器时代。铁器时代以后就有了轴心时代。在轴心时代的过程当中发生了文化，哲学和宗教的发育，从而引起文化领域的出现，比如：西方（古希臘宗教，“经典”），东方（琐罗亚斯德教和亚伯拉罕）和远东（印度教，佛教，儒教，道教）。

## 历史
三洲（亚洲，欧洲和非洲）的概念可以追溯到古典时代。这三个洲的边界被托勒密下定为尼罗河和顿河。这个边界在中古时代和早现代对欧洲看世界有很大的影响。（参见“TO地圖”）

## 其他名字
亚欧非大陆（不包括英伦三岛、日本、马达加斯加和马来群岛）的昵称是世界岛。